# Јужни Курдистан
Јужни Курдистан (познат и као Ирачки Курдистан и Регион Курдистан) је федерална јединица у саставу Ирака, лоцирана на северу земље и призната од стране ирачке федералне владе. Главни град региона је Ербил.

## Историја
У прошлости су на подручју данашњег Јужног Курдистана постојале курдске кнежевине Бабан, Бадихан и Соран. У 19. веку, становницима овог региона наметнута је директна турска власт, која је трајала све до Првог светског рата, када управу над подручјем Ирака преузимају Британци. У међуратном периоду, Курди су подигли три побуне против Британаца. Између 1922. и 1924. на овом подручју је формирана краткотрајна Краљевина Курдистан.
- Независне курдске краљевине и аутономне кнежевине око 1835. године
- Краљевина Курдистан 1923. године

Аутономни курдски регион на северу Ирака формиран је 1970. године, споразумом курдске опозиције и ирачке владе. После устанка Курда против режима Садама Хусеина и првог заливског рата 1991. године, Курдистан постаје фактички независан од Ирака и такво стање остаје до савезничке инвазије на Ирак 2003. године, после чега се Курдистан интегрише у политички систем Ирака. Новим ирачким уставом из 2005. године, Курдистан је признат као федерални ентитет у оквиру Ирака. На референдуму 25. септембра 2017. становници Курдистана гласали су за независност(92.73% је гласало за отцепљење, док је 7,27% било против).
Курди су се на референдуму о независности 25. септембра 2017 изјаснили за са 93%. Ирачка федерална влада је одговорила затварањем ваздушног простора изнад Курдистана, а заједно са Турском и Ираном је упутила претње. Средином октобра Ирачке трупе су заузеле Киркук и још бројне градове које су Курди претходно ослободили. Ове територије су заузете скоро без испаљеног метка јер су Курдске Пешмерге добиле наређење да се повлаче и не улазе у сукоб са федералним снагама. Овим је почео Трећи ирачко-курдски рат.
- Аутономни Курдистан 1975. године
- Курдска федерација 1998. године

## Положај и границе
Јужни Курдистан се на истоку граничи са Ираном, на северу са Турском, на западу са Сиријом (Сиријским Курдистаном) и на југу са арапским делом Ирака.
Ирачка влада је признала Курдистан у границама које су контролисали Курди између 1991. и 2003. године, али су Курди током савезничке инвазије на Ирак 2003. године, проширили територију коју држе под контролом, тако да су уместо признатих 10% територије Ирака, контролисали још додатних 7%, због чега је влада Курдистана водила спор са федералном ирачком владом.
Након стварања Исламске Државе у Ираку и Сирији 2014. године, избили су ратни сукоби између Ирачког Курдистана и Исламске Државе. Курди су успели да одбране свој регион од напада исламских терориста, а проширили су и подручје под својом контролом на територије са којих се пред исламским терористима повукла ирачка војска. Ове територије укључују градове Киркук, Ханакин и Синџар, настањене курдским становништвом. Влада Ирачког Курдистана изразила је намеру да анектира ове територије након спроведених референдума.
- Мапа Јужног Курдистана која приказује границе Курдистана из 1970. године, признате границе Курдистана из 2005. године и територије под фактичком контролом Курда 2005.
- Модерни Курдистан 2009. године
- Јужни Курдистан 2014.

## Покрајине
Подручје Јужног Курдистана састоји се из четири покрајине:
- Сулејманија
- Ербил
- Дахук
- Халабџа

## Градови
Главни и највећи град Курдистана је Ербил (1.400.000 становника), а остали већи градови су:
- Сулејманија (725.000)
- Дахук (350.000)
- Ранија (200.000)
- Заху (190.000)
- Шаклава (124.000)
- Халабџа (120.000)
- Равандуз (102.000)
- Чамчамал (100.000)
- Кој Санџак (100.000)

## Демографија
У Курдистану живи око 7.500.000 становника. 95% становништва чине Курди, а остало су етничке мањине.

## Језик
Курдски језик је службени и доминантан језик у Курдистану и користи се у школама, институцијама курдистанске владе и на телевизијским каналима. У општинама где мањине чине већинско становништво, мањински језици су такође у службеној употреби.

## Религија
Главна религија у региону је ислам. 

## Политика
Јужни Курдистан има сопствену владу, парламент, председника, премијера, војне снаге, итд. Ирачким уставом је предвиђена потпуна федерализација државе, после које би федерални региони управљали сопственим унутрашњим пословима, док би влада у Багдаду била надлежна за спољне послове. Јужни Курдистан представља први од ових региона који је формиран, а дозвољено му је и да одржава међународне односе са другим државама без уплитања Багдада. Односи са суседним државама, Турском, Сиријом и Ираном су увек били напети због чињенице да у овим државама живи бројно курдско становништво, које је у великој мери обесправљено (посебно на подручју Турске). Нерешено је и питање дефинитивних граница Јужног Курдистана, јер поред територије која је званично призната као део региона, Курди траже да у саставу региона буду и суседне територије Ирака које су у значајној мери настањене курдским становништвом. Ове територије укључују градове Киркук, Ханакин и Синџар, као и део Мосула.
Дана 25. септембра 2017. године у Ирачком Курдистану спроведен је референдум о независности, на којем је 92% становништва рекло да жели да Курдистан настави постојање као независна држава, а чему се службени Багдад противи. Излазност на референдуму била је 78%. Премијер Ирака — Хајдер ал-Абади раније је одбацио могућност разговора о референдуму, називајући га неуставним.

## Војне снаге
Према ирачком уставу, Јужном Курдистану је дозвољено да има сопствене војне снаге, док закон ирачкој армији забрањује улазак на територију Јужног Курдистана. Војници Јужног Курдистана називају се именом „пешмерга“, што у преводу значи „они који се суочавају са смрћу“. „Пешмерга“ борци су у прошлости били борци за слободу и деловали су на овом подручју још од 1920-их година, а борили су се заједно са америчким трупама против режима Садама Хусеина. После пада Садамовог режима, пешмерге су играле значајну улогу у одржавању безбедности у Јужном Курдистану и другим деловима Ирака, у које су били послати због антитерористичких операција.

## Привреда
Привреда Јужног Курдистана је развијенија у односу на остатак Ирака, а главне привредне гране у региону су нафтна индустрија, пољопривреда и туризам. Рат са Исламском Државом негативно се одразио на курдистанску привреду.

## Образовање
За време претходних ирачких режима на простору Јужног Курдистана је постојао мали број основних и средњих школа у којима се настава обављала на арапском. После успоставе аутономног Јужног Курдистана, овакво стање се променило, тако да данас, поред чињенице да се настава у региону обавља на курдском језику, становници Јужног Курдистана имају и могућност да стекну високо образовање на осам универзитета који постоје у региону.